# Parakrithe dactylomorpha
Parakrithe dactylomorpha is een mosselkreeftjessoort uit de familie van de Krithidae. De wetenschappelijke naam van de soort is voor het eerst geldig gepubliceerd in 1962 door Ruggieri.